# Galapian
Galapian ist eine französische Gemeinde mit 334 Einwohnern (Stand: 1. Januar 2022) im Département Lot-et-Garonne in der Region Nouvelle-Aquitaine (vor 2016 Aquitaine). Sie gehört zum Arrondissement Agen und zum Kanton Le Confluent. 

## Geografie

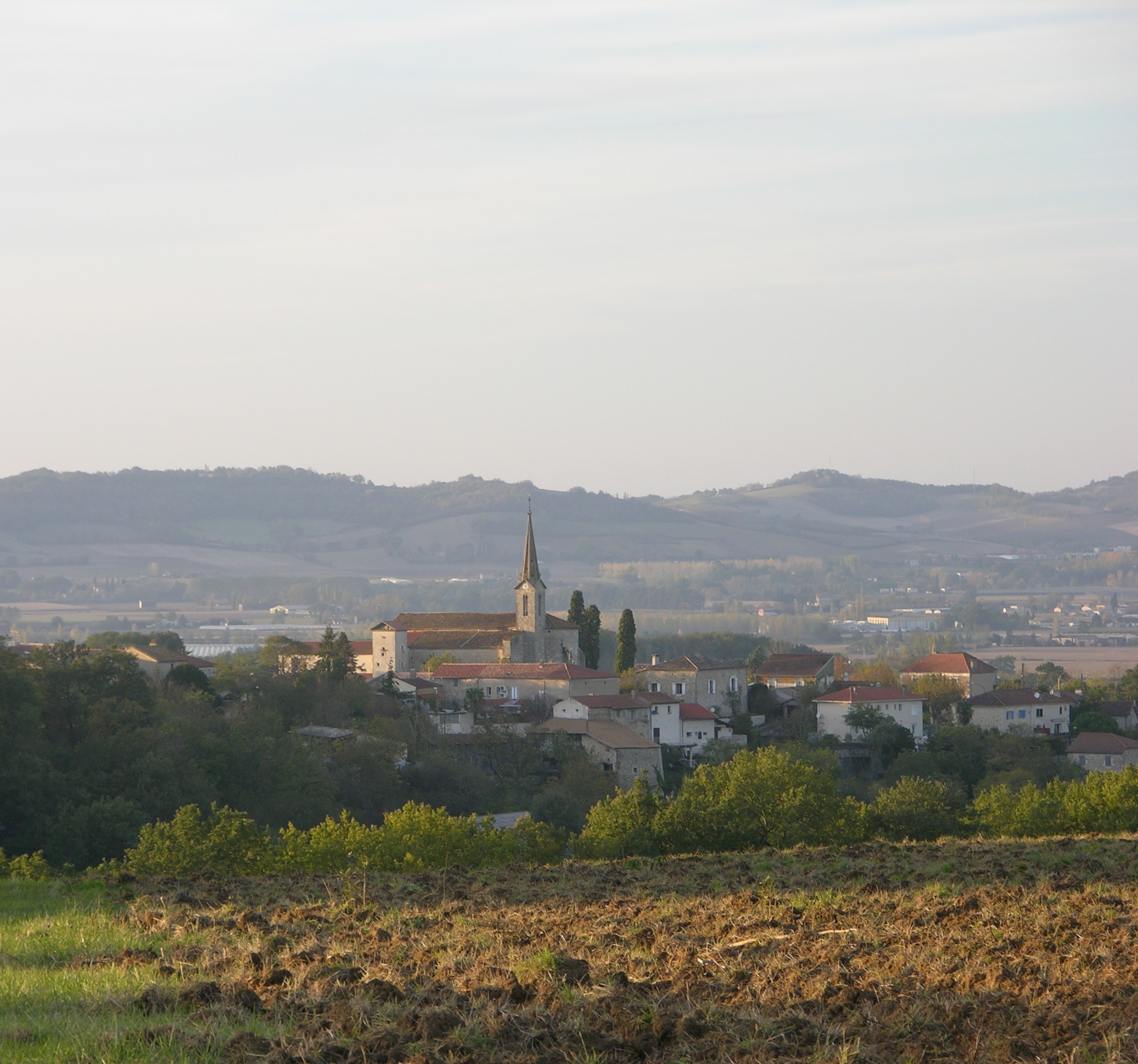
Blick auf Galapian

Die Gemeinde Galapian liegt etwa 17 Kilometer westnordwestlich von Agen. Umgeben wird Galapian von den Nachbargemeinden Bourran im Norden, Saint-Salvy im Osten, Bazens im Süden, Port-Sainte-Marie im Süden und Südwesten, Lagarrigue im Westen und Südwesten sowie Aiguillon im Westen und Nordwesten.

## Bevölkerungsentwicklung
| Jahr                       | 1962 | 1968 | 1975 | 1982 | 1990 | 1999 | 2006 | 2016 | 2022 |
| -------------------------- | ---- | ---- | ---- | ---- | ---- | ---- | ---- | ---- | ---- |
| Einwohner                  | 332  | 313  | 277  | 254  | 230  | 286  | 302  | 320  | 334  |
| Quellen: Cassini und INSEE |      |      |      |      |      |      |      |      |      |

## Sehenswürdigkeiten
- Kirche Saint-Christophe aus dem 12. Jahrhundert
- Lavoir

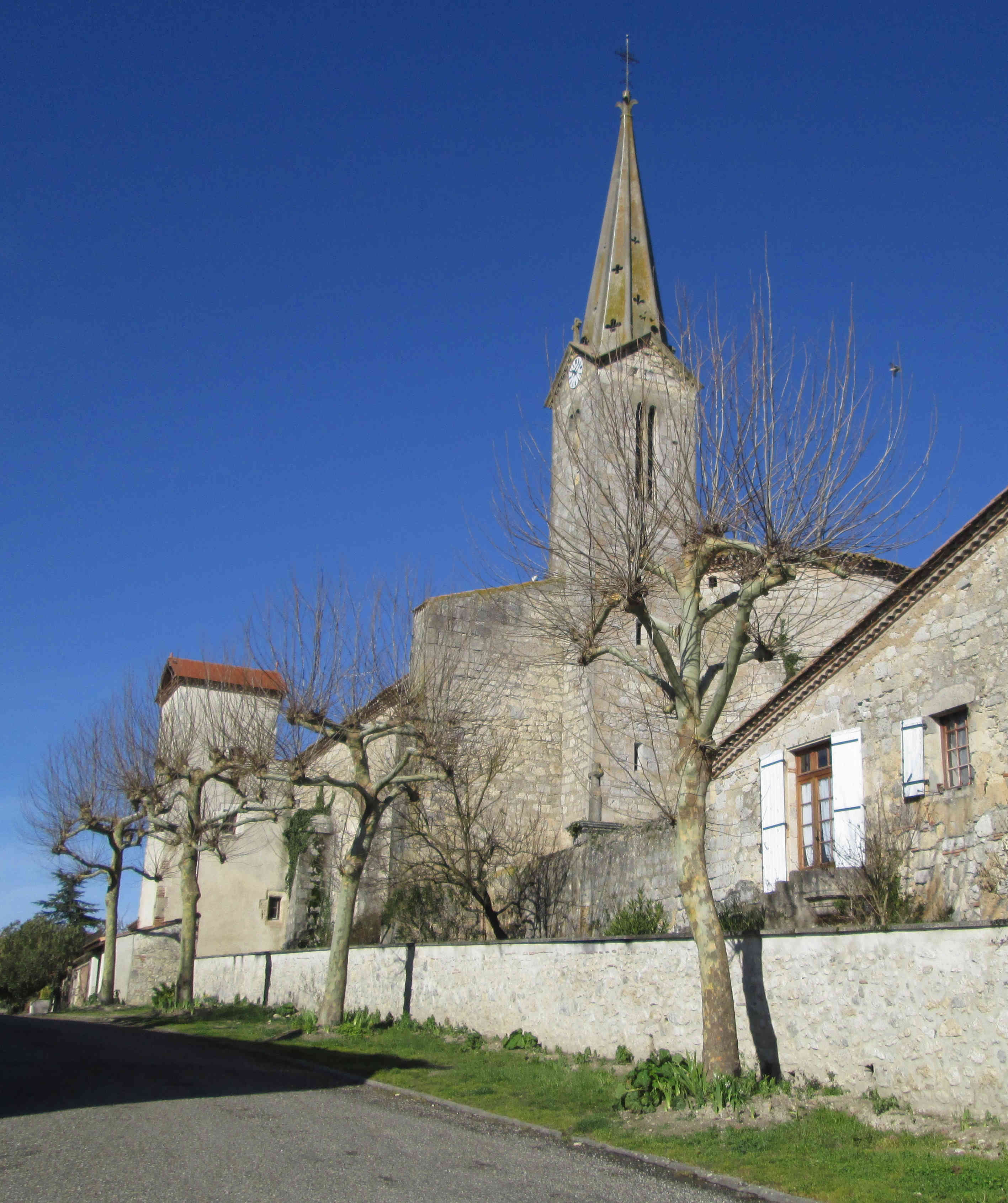
Kirche Saint-Christophe
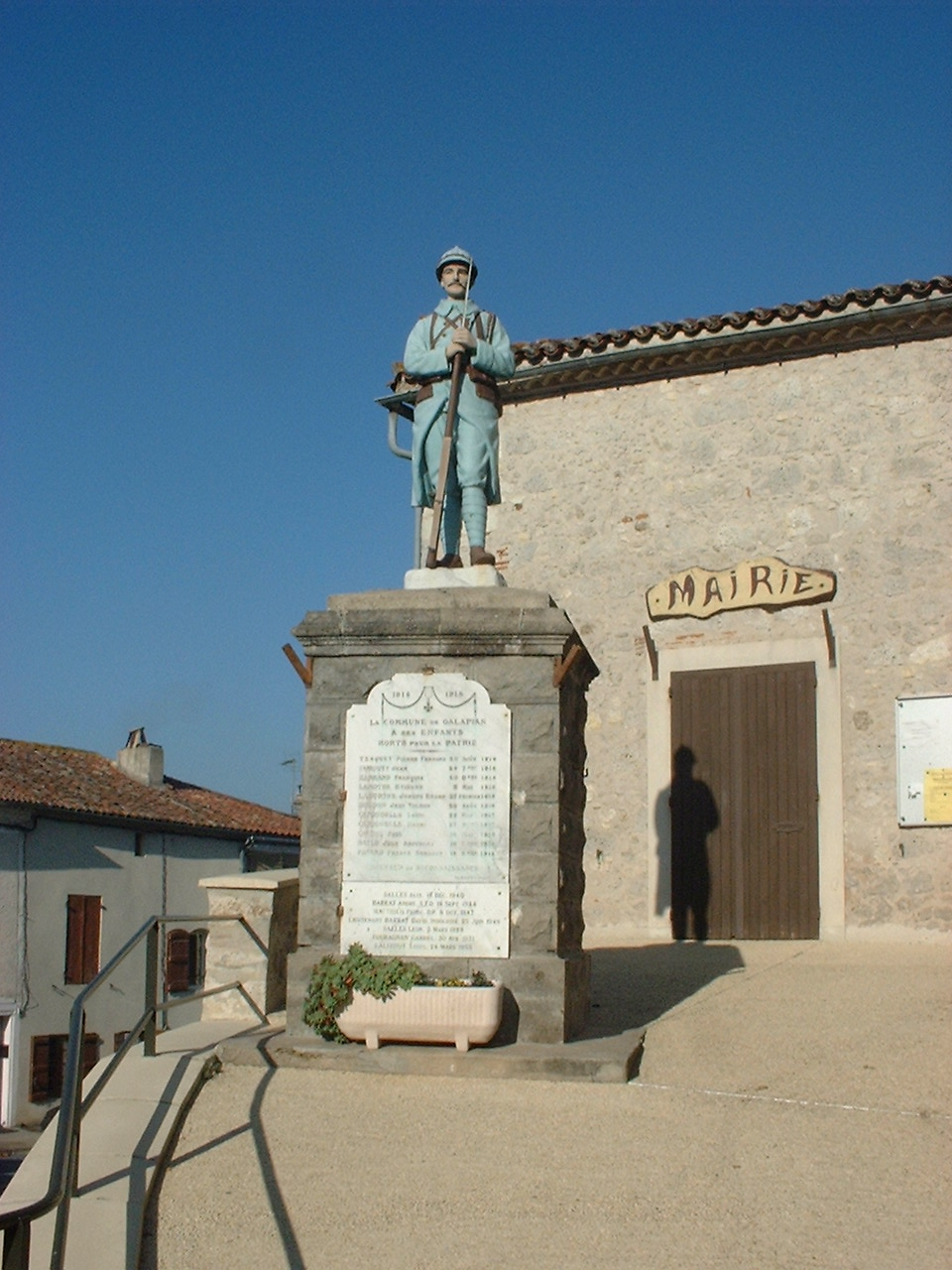
Gefallenendenkmal

## Meteorit
1826 schlug bei Galapian ein 132,7 Gramm schwerer Steinmeteorit ein und wurde als Typ H6 klassifiziert.

## Belege
1. ↑  Galapian. Meteoritical Bulletin, abgerufen am 12. September 2020.